# Ngenic
Ngenic AB är ett svenskt energiteknikföretag, med inriktning på digitalisering och effektivisering av värmesystem.
Företaget grundades i Uppsala 2010 och utvecklar energitjänster för konsumenter, fastighetsägare och energibolag. 2019 tilldelades företaget ISGAN Award of Excellence för sitt arbete med projektet VäxEl. 
Ngenic har omkring 60 anställda med kontor i Uppsala, Stockholm och Wrocław.
I april 2025 ansökte Ngenic om konkurs och bolagets aktie avnoterades.